# Imanishi Kinji

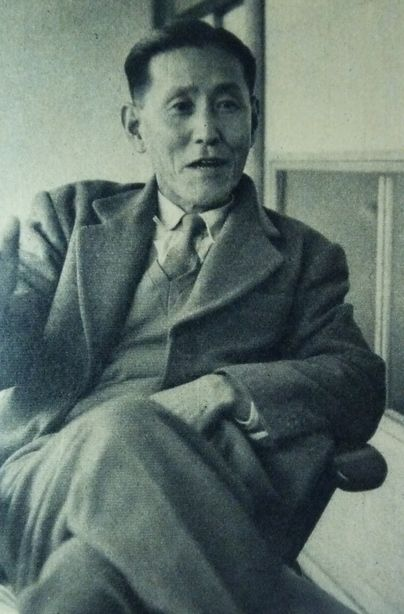
Imanishi Kinji

Imanishi Kinji (japanisch 今西 錦司; * 6. Januar 1902; † 15. Juni 1992) war ein japanischer Ökologe, Entomologe, Anthropologe, Evolutionsbiologe und Philosoph. Er war der Gründer des Instituts für Primatenforschung (Reichōken) der Universität Kyōto (voller Name Kyōto Daigaku Reichōrui Kenkyūjo (京都大学霊長類研究所), engl. Primate Research Institute) und zusammen mit Itani Jun’ichirō einer der Begründer der japanischen Primatologie.

## Biographie
Imanishi wurde in seinem Denken durch die Schriften des deutsch-baltischen Zoologen Jakob von Uexküll und den russischen Schriftsteller Pjotr Alexejewitsch Kropotkin beeinflusst. Ebenso kann man in seiner Denk- und Herangehensweise Spuren und Einflüsse des bekannten japanischen Philosophen Nishida Kitarō, des geistigen Vaters der Kyōto-Schule, erkennen.
Imanishi begann seine Verhaltensforschungen zuerst an frei lebenden Pferden, wechselte jedoch nach einiger Zeit sein Studienobjekt und konzentrierte sich vermehrt auf die Beobachtung von Primaten, speziell auf das Verhalten von Japanmakaken auf der japanischen Insel Kōjima. Imanishi war dabei einer der ersten Wissenschaftler, der Makaken dabei beobachtete, wie diese Kartoffeln im Meer wuschen und diese "Tradition" an andere Tiere weitergaben. Imanishi war dabei der erste Wissenschaftler, der diese Handlung als ein "sozial übermitteltes, adaptives Verhalten" bezeichnete, was daher auch als eine kulturelle Entwicklung unter Affen angesehen werden konnte. Imanishi galt daher auch als ein Vorreiter und Mitbegründer der fernöstlich geprägten Verhaltensforschung an Primaten. Seine von ihm angewandten Methoden auf diesem Gebiet gingen als Grundlage in die allgemeine Erforschung von Primaten ein. So lehnte er den bis dahin herrschenden Dualismus, der zwischen Mensch und Menschenaffen gezogen wurde, ab. Ebenso lehnte es Imanishi ab, seine Versuchstiere nur mit einer Nummer, wie bis dato üblich, zu kennzeichnen, sondern gab diesen Namen. Diese Herangehensweise lag auch dahingehend begründet, dass er jedem seiner Versuchstiere eine eigene Persönlichkeit unterstellte und damit als ein Individuum ansah, welches sich von Artgleichen, auf Grund unterschiedlicher Charaktereigenschaften, unterschied. Imanishi war damit einer der ersten Primatologen, der seine anthropomorphe Sichtweise auf Primaten übertrug. 
Einer der Schwerpunkte seiner Arbeit lag darin, zu ergründen, wie die menschliche Gesellschaft und deren speziellen Familienstrukturen entstanden; er sah in den internen Gruppenstrukturen bei Makakenpopulationen eine wichtige Grundlage einer solchen Entstehung.
Mit dieser seinerzeit ungewöhnlichen Vorgehensweise nahm Imanishi Vermutungen voraus, die später von dem bekannten Anthropologen Louis Leakey aufgegriffen wurden und von mehreren anderen Verhaltensforschern wie Jane Goodall, Frans de Waal oder Desmond Morris nachgewiesen werden konnten.
Insbesondere für seine Forschungen zu den Japanmakaken wurde er 1968 zusammen mit Miyaji Denzaburō  und seiner Forschungsgruppe mit dem Asahi-Preis ausgezeichnet. 1979 folgte die Auszeichnung mit dem Kulturorden.

## Veröffentlichungen
- Sangaku Seisatsu (山岳省察). Kōbundō, Tokio 1940
- Seibutsu no Sekai (生物の世界). Kōbundō, 1941
  - Die Welt der Lebewesen. Iudicium, München 2002, ISBN 3-89129-651-7
- Ponape-tō (ポナペ島). Shōkōshoin, Tokio 1944
- Sōgenkō (草原行). Takefu 1947
- Yūbokuron sono hoka (遊牧論そのほか). Akitaya, Osaka 1948
- Ningen Izen no Shakai (人間以前の社会). Iwanami Shoten, Tokio 1951
- Iwana to Yamame (いわなとやまめ). Nihon Ringyō Gijutsu Kyōkai, Tokio 1951
- Ningen (人間). Mainichi Shimbunsha, Tokio 1952
- Daikōanrei Tanken (大興安嶺探検, „Expedition ins Große Hinggan-Gebirge“). Mainichi Shimbunsha, Tokio 1952
- Mura to Ningen (村と人間). Shinhyōronsha, Tokio 1952
- Himalaya o Kataru (ヒマラヤを語る). Hakusuisha, Tokio 1954
- Nihon Dōbutsuki (日本動物記). Band 1–4, Kōbunsha, Tokio 1955–1958
- Karakorum (カラコラム). Bungei Shunjū Shinsha, Tokio 1956
- Seibutsu Shakai no Ronri (生物社会の論理). Rikusuisha, Tokio 1958
- Dōbutsu Shakai to Kotai (動物の社会と個体). Iwanami Shoten, Tokio 1959
- Gorilla (ゴリラ). Bungei Shunjū Shinsha, Tokio 1960
- Africa-tairiku (アフリカ大陸). Chikuma Shobō, Tokio 1963
- Jinrui no Sosen o Saguru (人類の祖先を探る). Kōdansha, Tokio 1965
- Ningen Shakai no Keisei (人間社会の形成). NHK, Tokio 1966
- Watakushi no Shizenkan (私の自然観). Chikuma Shobō, Tokio 1966
- Nihon Sangaku Kenkyū (日本山岳研究). Chūōkōronsha, Tokio 1969
- Watakushi no Shinkaron (私の進化論). Shisakusha, Tokio 1970
- Yama to Tanken (山と探検). Bungei Shunjū, Tokio 1970
- Shizen to Yama to (自然と山と). Chikuma Shobō, Tokio 1971
- Dōbutsu no Shakai (動物の社会). Shisakusha, Tokio 1972
- Sekai no Rekishi 1. (世界の歴史1). Kawade Shobō Shinsha, Tokio 1973
- Soko ni Yama ga Aru (そこに山がある). Nihon Keizai Shimbunsha, Tokio 1973
- Jinrui no Shinkashi (人類の進化史). PHP Kenkyūsho, Tokio 1974
- Imanishi Kinji no Sekai (今西錦司の世界). Heibonsha, Tokio 1975
- Sangaku Shōsatsu (山岳省察). Taishūkan Shoten, Tokio 1975
- Shinka to wa Nani ka (進化とは何か). Kōdansha, Tokio 1976
- Watakushi no Reichōruigaku (私の霊長類学). Kōdansha, Tokio 1976
- Darwin-ron (ダーウィン論). Chūōkōronsha, Tokio 1977
- Jinrui no Shinka to Mirai (人類の進化と未来). Daisan Bummeisha, Tokio 1977
- Shizen to Shinka (自然と進化). Chikuma Shobō, Tokio 1978
- Yama to Zuhitsu (山の随筆). Ōbunsha, Tokio 1979
- Shutaisei no Shinkaron (主体性の進化論). Chūōkōronsha, Tokio 1980
- Jinrui no Shūhen (人類の周辺). Chikuma Shobō, Tokio 1981
- Shizengaku no Teishō (自然学の提唱). Kōdansha, Tokio 1984
- Himalaya e no Michi (ヒマラヤへの道). Chūōkōronsha, Tokio 1985
- Shizengaku no Tenkai (自然学の展開). Kōdansha, Tokio 1990

Eine Vielzahl dieser Werke wurde mehrfach nachgedruckt. Des Weiteren erschien von 1974 bis 1975 bei Kōdansha eine 10-bändige Gesamtausgabe namens Imanishi Kinji Zenshū (今西錦司全集) und von 1993 bis 1994 ebenfalls bei Kōdansha eine aktualisierte gleichnamige 13-bändige Gesamtausgabe plus ein Zusatzband.